# Young God Records
Young God Records ist ein amerikanisches Independent-Label, welches 1990 von Michael Gira, dem Frontmann der einflussreichen No-Wave-Band Swans, gegründet wurde. Er produziert auch die meisten Veröffentlichungen des Labels.
Young God hat sich auf experimentelle Populärmusik spezialisiert. Viele Nummern im Labelkatalog entziehen sich einer genauen Kategorisierung und changieren zwischen Folk und Noisemusik.
Der Name des Labels stammt von einer EP der Swans namens Young God aus dem Jahr 1984. Eigentlich wurde das Label auch bloß deswegen ins Leben gerufen, um die immer beliebter werdende Musik der Swans besser vertreiben zu können.
Im Herbst 2010 kam es zu einem Engpass in den Lieferungen des Labels, da aufgrund der Veröffentlichung des lang erwarteten Swans-Albums My Father Will Guide Me up a Rope to the Sky zu viele Bestellungen für das kleine DIY-Unternehmen eingingen. Deshalb konnte man eine längere Zeit lang nichts vom Label bestellen.

## Künstlerrepertoire
- Akron/Family
- Angels of Light
- Devendra Banhart
- Calla
- Flux Information Services
- Larkin Grimm
- Lisa Germano
- M'i and L'au
- Michael Gira
- Larsen
- Swans
- Ulan Bator
- James Blackshaw
- Wooden Wand